# Ramón Lázaro de Dou y de Bassols
Ramón Lázaro de Dou y de Bassols (Barcelona, 11 de febrero de 1742 - Cervera, 14 de diciembre de 1832) fue diputado provincial por Cataluña en las Cortes de Cádiz, de las que fue elegido primer presidente durante la sesión inaugural celebrada en la Isla de León el 24 de septiembre de 1810, al obtener cincuenta votos frente a los cuarenta y cinco de Benito Ramón Hermida Maldonado, el presidente provisional. En 1813 ejerció además de diputado del clero de la provincia de Tarragona.

## Biografía
Estudió en un colegio de los jesuitas del Colegio de Cordellas y posteriormente derecho en Cervera, ganando en 1770 la cátedra de Decretales de Cervera. Se ordenó sacerdote y publicó varias obras, entre ellas la más interesante Instituciones del derecho público de España, con noticia del particular de Cataluña y de las principales reglas de gobierno en cualquier estado. En 1805 se le nombró cancelario de la Universidad de Cervera, cargo que conservó hasta su muerte. Tras la invasión de los Cien Mil Hijos de San Luis, Dou fue investigado por el Real Decreto en 1824, siendo hallado libre.
Reformista, de pensamiento moderadamente conservador, votó la soberanía nacional y firmó la Constitución. Asimismo, intervino en los debates sobre la abolición del tormento, la libertad de imprenta, la organización de las provincias, la reforma de la Hacienda y el reglamento del Consejo de Regencia. Se declaró partidario entusiasta de la contribución directa única, proyectada ya por el Marqués de la Ensenada, con la supresión de las rentas provinciales y conservación de las aduanas y algunos monopolios. 
Derogada la Constitución, se consagró al gobierno de la Universidad, continuando con sus estudios económicos. Fue una persona con muchísima fama en la época, tal era su fama que cuando el Papa Gregorio XVI decidió suprimir el cargo de cancelario en las universidades españolas, se exceptuó la Universidad de Cervera, en la que él era el canciller.

## Obra
Además de publicar folletos y dictámenes fue autor prolífico.
- De dominio maris (Cervera, 1765).
- De tribuendo cultu S.S. Martyrum reliquiis in Vigilatium, et recentiores haereticos oracio (Cervera, 1767).
- Inscriptiones romanae in Catalaunie (Cervera, 1769).
- Finistresius vindicatus (Barcelona, 1772).
- In funere D. Josephi de Finestres ei de Monsalvo (Cervera, 1778).
- In anniversario Philippi V funere oratio (Barcelona, 1783).
- Duae orationes in Docturae Petitionibus habitae ad Academiam Cervariensem (Cervera, 1788).
- Instituciones de Derecho público general de España, con noticias del particular de Cataluña y de las principales reglas de gobierno en cualquier estado (Madrid, 1800-1803).
- Memoria sobre los medios de hallar dinero para los gastos de la guerra en que está empeñada la España, mediante una deuda nacional con la correspondiente hipoteca (Isla de León, 1810).
- Memorias sobre vales (publicada en Diario Mercantil de Cádiz, 31 de julio de 1811).
- La riqueza de las naciones, explicación-corrección del libro de Adam Smith, (Cervera, 1815).
- Proyecto sobre vales (Cervera, 1820).
- Equivalencia del Catastro de Cataluña con las rentas provinciales de Castilla (Cervera, 1822).
- Gratulationes oratoriae... (Barcelona, 1826).
- Proyecto sobre laudemios (Cervera, 1829).
- Pronta y fácil ejecución del proyecto sobre laudemios, fundado principalmente en la autoridad del Dr. Adam Smith (Cervera, 1831).

## Fondo epistolar
El conjunto de cartas que forman el Epistolario de Ramón Lázaro de Dou y de Bassols ingresó en el Archivo Histórico de la Ciudad de Barcelona en un momento no determinado, posiblemente a principios del siglo XX. Este pequeño fondo está integrado por un conjunto de cartas redactadas por cuatro emisores y recibidas por Ramón Lázaro de Dou y de Bassols. En general, la lengua utilizada en los documentos es la castellana. El total de cartas que integran este epistolario es de 267 y su extensión cronológica va desde el año 1764 hasta 1832.